# Dillonvale (condado de Jefferson, Ohio)
Dillonvale es una villa ubicada en el condado de Jefferson en el estado estadounidense de Ohio. En el Censo de 2010 tenía una población de 665 habitantes y una densidad poblacional de 651,67 personas por km².

## Geografía
Dillonvale se encuentra ubicada en las coordenadas 40°11′55″N 80°46′32″O / 40.19861, -80.77556. Según la Oficina del Censo de los Estados Unidos, Dillonvale tiene una superficie total de 1.02 km², de la cual 1 km² corresponden a tierra firme y (2.03%) 0.02 km² es agua.

## Demografía
Según el censo de 2010, había 665 personas residiendo en Dillonvale. La densidad de población era de 651,67 hab./km². De los 665 habitantes, Dillonvale estaba compuesto por el 98.05% blancos, el 0.9% eran afroamericanos, el 0.15% eran amerindios, el 0% eran asiáticos, el 0% eran isleños del Pacífico, el 0.15% eran de otras razas y el 0.75% pertenecían a dos o más razas. Del total de la población el 0.15% eran hispanos o latinos de cualquier raza.